# César Jiménez Alcañiz
César Jiménez Alcañiz (Valencia, 29 de noviembre de 1962) es un arquitecto y urbanista español especialista en patrimonio arquitectónico, rehabilitación de edificios y regeneración urbana.

## Trayectoria
Jiménez Alcañiz estudió arquitectura entre los años 1982 a 1989 en al Universidad Politécnica de Valencia, se tituló arquitecto en la especialidad de edificación en 1989 y en la de urbanismo en 1990. Continuó sus estudios de doctorado, con una estancia de investigación en la Universidad de Florencia sobre patrimonio arquitectónico, historia, composición y estudios gráficos, especialidad en la que se doctoró cum laude en 2014.
Desde 1991 es arquitecto funcionario de la Comunidad Valenciana, y desde 2007, jefe del servicio de arquitectura e infraestructuras en Labora, un organismo dependiente de la comunidad autónoma de Valencia. Como gerente de la oficina Riva-Ruzafa y de la de Riva-Ciudad Vieja (Valencia) fue coordinador del Plan Riva de rehabilitación integral de estos barrios valencianos entre los años 1996 y 2017. Ha participado en la elaboración de planes estratégicos para ciudades iberoamericanas como Valencia (Venezuela) en el año 2002, Morelia en 2006, Salvador (Bahía) en 2008 o Bucaramanga en 2011, entre otras.
Desde 2017 es coordinador del máster en regeneración y conservación de centros históricos del Instituto valenciano de la edificación (IVE).

## Obras seleccionadas
- Desarrollo eco-barrio de Russafa.[6][7]
- Paseando por vías y caminos. Planes, infraestructuras y arquitectura. Russafa desde 1777. Generalidad Valenciana. ISBN: 978-84-482-6101-6[8]

### Tesis
- 2014 Análisis de las metodologías para la recuperación patrimonial de entornos urbanos protegidos. Propuesta metodológica: desde los valores históricos a los nuevos modelos energéticos. Russafa desde el siglo XIX. Universidad Politécnica de Valencia.[9][10]

## Reconocimientos
- 2014 Primer premio de la Universidad Nacional Autónoma de México (UNAM) en el concurso de tesis de investigación sobre Centros históricos.[7]
- 2015 Premio extraordinario Universidad Politécnica de Valencia (UPV)